# Богушевский сельсовет
Богушевский сельсовет — административная единица на территории Сенненского района Витебской области Республики Беларусь. Административный центр — городской посёлок Богушевск.

## История
8 августа 2013 года Богушевский сельсовет и городской посёлок Богушевск объединены в одну административно-территориальную единицу — Богушевский сельсовет с административным центром городской посёлок Богушевск.
Богушевский сельский Совет был образован с 1 ноября 2013 года путём объединения Богушевского сельсовета и городского посёлка Богушевск.

## География
Расположен в 60 км от города Витебска, 45 км от города Орши, 35 км от города Сенно.
Граничит с Коковчинским, Мошканским сельсоветами Сенненского района, Оршанским, Витебским и Лиозненским районами.

## Состав
Богушевский сельсовет включает 43 населённых пункта:
- Александрия — деревня.
- Александрово — деревня.
- Андреевщина — деревня.
- Астапенки — деревня.
- Богушевск — городской посёлок
- Бугаи — деревня.
- Вакары — деревня.
- Ворошилы — деревня.
- Голощакино — деревня.
- Гряда — деревня.
- Добрино — деревня.
- Заветное — деревня.
- Заозерье — деревня.
- Застенок — деревня.
- Казаки — деревня.
- Кичино — деревня.
- Коленьки — деревня.
- Колпино — деревня.
- Кулеши — деревня.
- Лукты — деревня.
- Луг — деревня.
- Лучезарная — деревня.
- Мешки — деревня.
- Могилевка — деревня.
- Новоселки — деревня.
- Новязки — деревня.
- Пастушки — деревня.
- Песочанка — деревня.
- Платоны — деревня.
- Погребенка — деревня.
- Посад — деревня.
- Речки — деревня.
- Родное Село — деревня.
- Рыбное — деревня.
- Рябцево — деревня.
- Ског — деревня.
- Филево — деревня.
- Фурманы — деревня.
- Цыпки — деревня.
- Шилы — деревня.
- Ширки — деревня.
- Щитовка — деревня.
- Яновщина — деревня.

Упразднённые населённые пункты на территории сельсовета:
- Тесы — деревня[2]

## Культура
- Филиал «Богушевский горпоселковый Дом культуры» государственное учреждение культуры «Сенненский районный центр культуры и народного творчества»
- Богушевская горпоселковая библиотека — филиал № 2 государственного учреждения культуры «Сенненская централизованная библиотечная система»

## Достопримечательность
- Комплекс строений бывшей почтовой станции: станционный дом и флигель для ямщиков, часть конюшни, хлев сер. XIX в. в д. Погребенка. Является памятником архитектуры
- Церковь Святых Петра и Павла в г. п. Богушевск
- Памятный знак «Крыло бессмертия» в г. п. Богушевск
- Братская могила (1944 г.) в г. п. Богушевск
- Братская могила (1944 г.) в д. Заветное